# Angel Eyes (álbum)
Angel Eyes —en español: Ojos de ángel— es un EP de la banda estadounidense de heavy metal Riot.  Se lanzó solamente en Japón por la discográfica Zero Corporation en 1997.

## Lanzamiento y contenido
El EP fue publicado en el país nipón en diciembre de 1997 por el sello Zero Corporation.  La producción fue grabada en tres diferentes estudios localizados en Estados Unidos. En lo que a los temas del disco se refiere, contiene cuatro canciones, siendo dos de ellas exclusivas de este material discográfico,  mientras que «Angel Eyes» y «Turning the Hands of Time» fueron enlistadas también en el que sería el próximo álbum de estudio del grupo: Inishmore, lanzado al año siguiente.

## Lista de canciones
| N.º   | Título                      | Escritor(es)                                 | Duración |  |
| 1.    | «Angel Eyes»                | Mike DiMeo / Mark Reale / Mike Flyntz        | 4:29     |  |
| 2.    | «15 Rivers»                 | DiMeo / Reale / Pete Pérez / Bobby Jarzombek | 5:18     |  |
| 3.    | «Red Reign»                 | DiMeo / Reale                                | 5:27     |  |
| 4.    | «Turning the Hands of Time» | DiMeo / Reale                                | 5:08     |  |
| 20:22 |                             |                                              |          |  |

## Créditos

### Riot
- Mike DiMeo — voz principal y órgano Hammond
- Mark Reale — guitarra acústica, guitarra eléctrica, mandolina, arreglos de cuerdas y coros
- Mike Flyntz — guitarra eléctrica
- Pete Pérez — bajo
- Bobby Jarzombek — batería

### Músicos adicionales
- Tony Harnell — coros
- Danny Vaughn — coros
- Ligaya Perkins — coros
- Kevin Dunne — orquestación e instrumentos de cuerda
- Yoko Kayumi — violín

### Personal de producción
- Mark Reale — productor
- Paul Orofino — productor, ingeniero de sonido y mezcla
- Jeff Allen — productor ejecutivo
- Jack Bart — productor ejecutivo
- Jim Litttleton — ingeniero de sonido
- Marius Perron — ingeniero de sonido
- Kevin Dunne — ingeniero de sonido
- Bryan Scott — ingeniero de sonido
- Joseph M. Palmaccio — masterización
- Steve Divins — fotografía